# Koosick Bluff
Koosick Bluff är ett berg i Kanada.   Det ligger i provinsen British Columbia, i den centrala delen av landet, 3 900 km väster om huvudstaden Ottawa. Toppen på Koosick Bluff är 1 923 meter över havet. Koosick Bluff ingår i Spectrum Range.
Terrängen runt Koosick Bluff är lite bergig. Trakten runt Koosick Bluff är nära nog obefolkad, med mindre än två invånare per kvadratkilometer.. Det finns inga samhällen i närheten.
Trakten runt Koosick Bluff är permanent täckt av is och snö.